# جامعة ويسكونسن - باركسايد
جامعة ويسكونسن - باركسايد (بالإنجليزية: University of Wisconsin-Parkside)‏ هي جامعة عامة، مدة الدراسة فيها هي أربع سنوات، تقع في سومرز، ويسكونسن، الولايات المتحدة. جزء من نظام جامعة ويسكونسن، تضم المدرسة 4500 طالب، و125 عضو هيئة تدريس بدوام كامل و60 محاضراً وأعضاء هيئة التدريس بدوام جزئي. تقدم الجامعة 33 تخصصًا جامعيًا و11 درجة ماجستير في 22 قسمًا أكاديميًا، وهي معتمدة من قبل لجنة التعليم العالي.
كما أنها هي عضو في الرابطة الوطنية لرياضة الجامعات في القسم الثاني للألعاب الرياضية. يُطلق على فرق ألعاب الرباضة اسم رينجرز وهك يرتدون اللون الأخضر والأسود والأبيض. ويتنافسون في مؤتمر البحيرات الكبرى الرياضي.

## التنظيم والإدارة

### الكليات
لدى الجامعة أربع كليات:
- كلية الآداب والعلوم الإنسانية
- كلية العلوم الاجتماعية والدراسات المهنية
- كلية الأعمال والاقتصاد والحوسبة
- كلية العلوم الطبيعية والصحية

## أكاديميون
تقدم الجامعة أكثر من 30 تخصصًا جامعيًا، كما تقدم الدراسات العليا في الأعمال، والبيولوجيا الجزيئية التطبيقية، ونظم المعلومات، والإدارة المستدامة. يقع معهد تطوير المعلمين المحترفين في كلية العلوم الاجتماعية والدراسات المهنية، والذي يقدم دورات تؤدي إلى شهادة المعلم في مرحلة المراهقة المبكرة حتى مرحلة المراهقة في العديد من التخصصات.

### مكتبة
تضم مكتبة الجامعة -التي تقع في قاعة ويلي هول- مجموعة تضم أكثر من 380,000 مجلدًا، و19000 عنوانًا صوتيًا مرئيًا، و972،991 قطعة مجهرية، وأكثر من 80,000 كتاب إلكتروني، وتحتفظ بالاشتراكات في 1200 دورية، وتوفر الوصول إلى أكثر من 200 قاعدة بيانات، معظمها متاح عن بعد. 
والمكتبة أيضا موطن لأرشيف الجامعة ومركز أبحاث منطقة بارك سايد. تضم مجموعات مخطوطة محلية وإقليمية، بما في ذلك مجموعة فين سينت إف رفولو الخاصة بمواد أيه إم سي وناش، ومجموعة إرفينغ والاس، ومجموعة ديفيد خرديان، ومجموعة جون سوليفان لمواد الطيران،  ووثائق حول تاريخ الجامعة.
حازت مكتبة باركسايد على لقب مكتبة العام لعام 2017م من قبل جمعية مكتبة ويسكونسن . 

## الألعاب الرياضية
الجامعة عضو في الاتحاد الرابطة الوطنية لرياضة الجامعات القسم الثاني، ومؤتمر البحيرات الكبرى بين الجامعات. تشمل رياضة الأسكواش للرجال والنساء، كرة القدم وكرة السلة وغيرها. وللرجال رياضة الاسكواش والبيسبول والمصارعة والغولف. الرياضات النسائية هي الاسكواش هي الكرة اللينة والكرة الطائرة.
التميمة للفريق الرياضي هي رينجرز. التي يصورها دب بني في قميص باركسايد. في يناير 2011م تأهل رانجر بير للمرة الأولى لنيل لقب "التافه العالمي لبطولة الهتاف"، حيث احتل المركز الثالث.  

## خريجون بارزون
- جون مارتن أنتاراميان، رئيس بلدية كينوشا
- جيمي بانكس، لاعب كرة القدم ميلووكي ويف
- دومينيك أ. كاريللو، جنرال الحرس الوطني الأمريكي
- جيسون كولم، مخرج الفيلم
- دارين الكينز، مصارع الحارس؛ فنان عسكري محترف، يتنافس حاليًا في قسم وزن الريشة في بطولة القتال النهائي [8]
- ليندا هام، ناسا أول مديرة طيران
- عبد الجيلاني، لاعب كرة السلة سابقا
- جيم كروزر، مدير مقاطعة كينوشا
- كيم ميريت، عداء المسافات الطويلة، الفائز في ماراثون مدينة نيويورك
- جون نيكولز، صحفي ومؤلف [9]
- أليكس بيتيت، مسؤول المعلومات الرئيسي في أوكلاهوما وأوريجون
- كيمبرلي بلاش، عضو مجلس الولاية ولاية ويسكونسن ويسكونسن مجلس الشيوخ
- تيم سيمان، ووكر السباق الذي شارك في أولمبياد 2000 و2004
- روبرت ل. تيرنر، عضو مجلس ولاية ويسكونسن
- روبرت ويرش، عضو مجلس الشيوخ في ويسكونسن

## روابط خارجية
- الموقع الرسمي
- موقع بارك سايد للألعاب الرياضية